# 伊藤文子
伊藤 文子（いとう ふみこ、1940年3月5日 - ）は、日本の走幅跳選手。日本選手権2連覇、元日本記録保持者。1960年ローマオリンピックに出場し、1962年アジア競技大会では銀メダルを獲得した。夫も陸上競技選手の鈴木章介（1964年東京オリンピックに十種競技で出場）で、結婚後は鈴木姓を名乗っている。次男は元プロ野球選手の鈴木望。

## 経歴
茨城県龍ケ崎市出身。茨城県立竜ヶ崎第二高等学校卒業。高校卒業後はリッカーミシンに所属。1959年には日本陸上競技選手権大会女子走幅跳で優勝。翌1960年の日本選手権で2連覇を果たした。
1961年4月29日には走幅跳で6m11を記録。山内リエが1947年に立てた記録（6m07）を塗り替える日本記録であった。

## 備考
- 竜ケ崎市の流通経済大学龍ケ崎フィールド（たつのこフィールド）には、伊藤の日本記録樹立を記念し、高さ6m11の「伊藤記念ポール」が立てられている[4]